# Cino Bozzetti
Cino Bozzetti (Lecce, 21 ottobre 1876 – Borgoratto Alessandrino, 26 luglio 1949) è stato un pittore, incisore e acquarellista italiano.

## Biografia
Francesco Bozzetti - noto come Cino Bozzetti - era figlio di Romeo, garibaldino de I Mille, nato in provincia di Cremona e che raggiunse nel regio esercito il grado di maggiore generale. La madre si chiamava Edvige Gianani. Nel 1868 Romeo Bozzetti si trasferì a Borgoratto (Alessandria), nella casa ancora oggi abitata dagli eredi.
Dopo il ginnasio Cino Bozzetti, per insofferenza alla disciplina scolastica, interruppe gli studi e nel 1897 all'Accademia Albertina a Torino seguì per tre mesi il corso di Romolo Ubertalli; lavorò poi per un paio d'anni, saltuariamente, presso il pittore Carlo Follini allievo di Fontanesi, ma in sostanza rimase un autodidatta. Dal 1903 al 1913 visse in famiglia, a Borgoratto: dipingeva ad acquerello, disegnava a carboncino e a seppia, eseguiva opere ad olio e dal 1906 incideva all'acquaforte, mai soddisfatto dei saggi che uscivano dal suo torchio, su carta di Cina o su carta giapponese. Preferiva usare sulle lastre «il percloruro di ferro, dalla morsatura più netta seppur lenta». Decorò con affreschi la casa natale. Dopo Caporetto andò volontario con la 77 brigata dei Lupi di Toscana. Dopo la I Guerra mondiale si trasferì a Torino, dove nel 1930 presentò la sua prima personale. Non era estraneo alla vita culturale della città e frequentò Cesare Pavese e altri intellettuali.
Studiava le opere di Antonio Fontanesi, di Giovanni Segantini esponente del divisionismo, di Giovanni Fattori e di Giuseppe Pellizza da Volpedo. Nei suoi primi dipinti, come Riviera triste del 1899, e nei suoi primi studi a carboncino è palese l'influsso di Fontanesi. Cino Bozzetti dipingeva ad olio paesaggi della campagna alessandrina, eseguiti con qualche accento divisionista e con qualche concessione al puntinismo: Il bosco in riva alla Bormida, Colpo di vento, Sabbie della Bormida, Il ritorno coi carri dai campi (di cui si conoscono tre versioni), Il canale col cavallino bianco, Il canale con il boschetto e Il gran bosco.

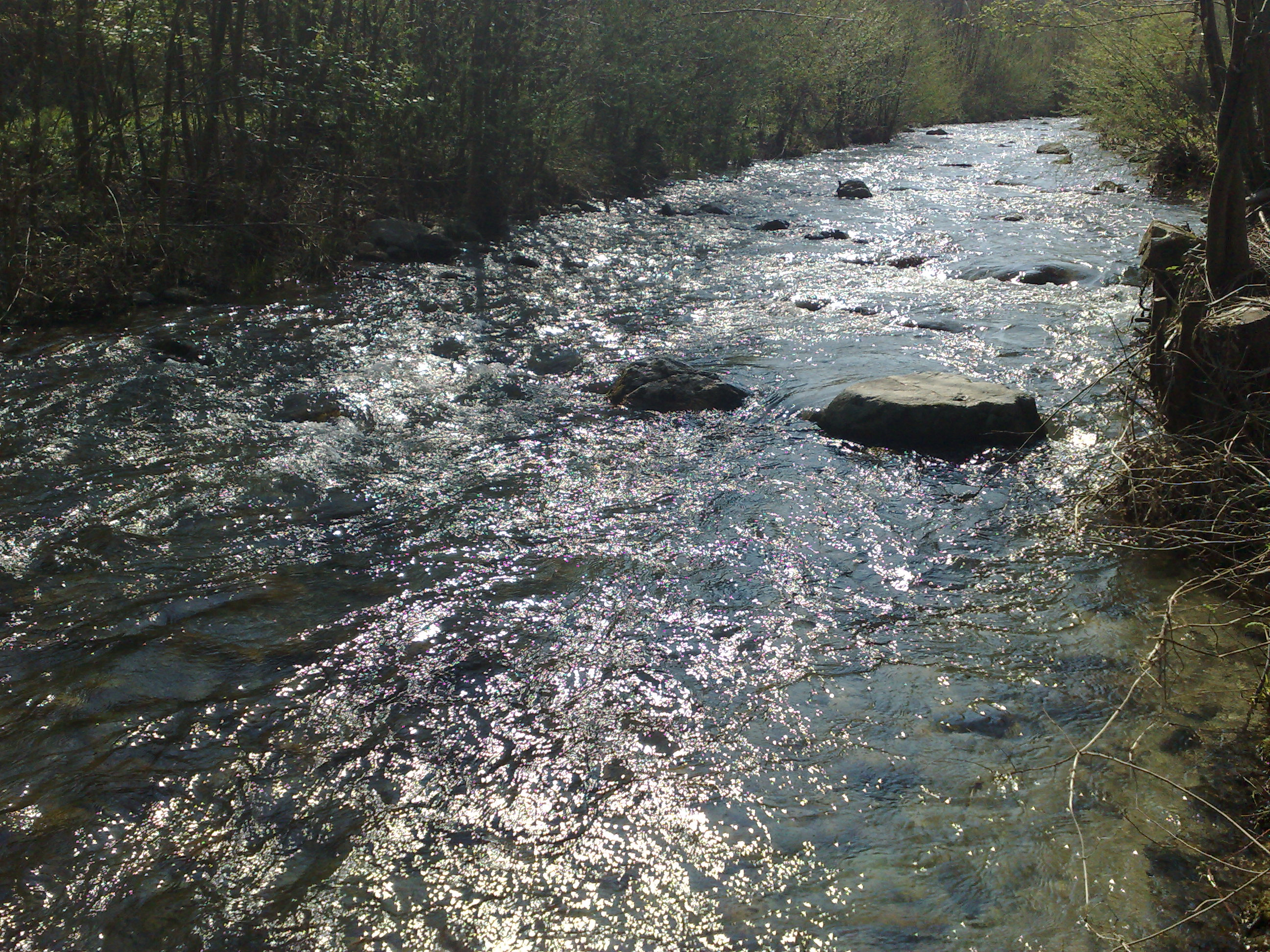
Fiume Bormida

Dal 1906 al 1942 incise 152 acqueforti e di alcune realizzò più versioni. Di ispirazione letteraria è la serie delle Arpie, dai volti urlanti (1907-1914); altre incisioni rappresentano figure e paesaggi. La natura era la fonte principale della sua spirazione: Cino rappresentava, con segno minuzioso ma essenziale, alberi, corsi d'acqua, animali al pascolo o al lavoro nei campi: Vacche e boccino: interno (1910), Il Cascinotto di Gioin (1911), L'aratura con la vacca (1912), I prati al ponticello dell'Oddona (1914), Il canale con la presa d'acqua (1930), Il gran bosco (1930), Campi devastati dalla piena (1935), Meriggio in riva al fiume (1937), La galaverna (1939) e Il Bosco in riva al fiume.
Centinaia sono i suoi acquarelli, eseguiti con freschezza di colori. Sono studi di fiori, di insetti e di uccelli. Alcuni si conservano alla Galleria d'arte moderna di Torino.
In uno Zibaldone disseminato in una settantina di quaderni, in parte pubblicati, Cino Bozzetti raccolse poesie e note in cui svelava il suo spirito profondamente religioso e la sua vasta cultura: i suoi scritti trattano di estetica, di filosofia, di morale, di religione.
Subì certamente l'influsso di suo fratello minore Giuseppe (1878-1956) che appartenne all'ordine dei Rosminiani, che fu dal 1942 libero docente di filosofia all'Università di Roma e che nel 1935 divenne Preposito Generale, cioè VII successore di Antonio Rosmini. La sorella minore Lena - rappresentata in molte incisioni del primo periodo, come Lena triste del 1906 - si fece monaca.
Fra il 1910 e il 1920, Cino Bozzetti dipinse due tele per il complesso del Sacro Monte Calvario di Domodossola - oggi patrimonio UNESCO - e un trittico per la cappella il collegio dei Rosminiani a Domodossola; a Borgoratto Alessandrino, fra il 1935 e il 1936, affrescò l'abside della chiesa della Beata Maria Vergine Assunta; nel 1942 realizzò affreschi nella casa rosminiana di Pusiano. La Cappella Musicale del Sacro Monte Calvario di Domodossola utilizza per i suoi concerti la "Sala Bozzetti".

### Partecipazioni a mostre
A Torino Cino Bozzetti esordì alla Promotrice del 1901; quindi alla Quadriennale di Torino, nel 1902, con due carboncini - Il bue malato e Riviera triste - e due dipinti - Dopo la piena e Ruscello. Nel 1914 espose acquerelli e acqueforti alla collettiva della Società Amici dell'arte di Torino e nel 1915 presentò ventidue incisioni alla Mostra dell'Incisione, a Milano. Alla sua prima personale, nel 1930, alla galleria "Guglielmi" di Torino, presentò quaranta incisioni. 
Alla Biennale di Venezia fu accolto negli anni 1930, 1934, 1936, 1948; alle mostre della Promotrice di Torino espose nel 1930 e dal 1937 al 1940; a Firenze nel 1932 partecipò alla I Mostra Italiana del Bianco e Nero; a Roma approdò nel 1938, alla mostra degli Artisti Piemontesi della galleria "Roma"; a Basilea nel 1930 presentò dodici opere, in occasione della esposizione Novecento Italiano; a Berna nel 1930 era presente con trenta opere, alla mostra Artisti della Nuova Italia; a Ginevra nel 1944 ebbe una personale; a Zurigo nel 1947 partecipò alla Mostra d'Arte Grafica Italiana Moderna; a Parigi fu presente nel 1949 all'Exposition Internationale de la Gravure Contemporaine.
Alla sua prima personale, nel 1930, alla galleria "Guglielmi" di Torino, presentò quaranta incisioni. Alla seconda personale, a Torino nel 1947, espose acquerelli, disegni, oli; a Roma, alla Calcografia dello Stato (oggi Istituto Nazionale per la Grafica) nel 1949 presentò 121 incisioni. La mostra era stata organizzata da Carlo Alberto Petrucci. 
Esposizioni postume: alla Biennale di Venezia del 1950 c'erano venti sue acqueforti e dieci acquarelli; ad Alessandria nel 1949 furono presentati suoi oli, incisioni, acquarelli e disegni; a Torino nel 1962 ancora acquerelli, disegni e incisioni; nel 1966 e nel 1970 a Torino acquerelli e disegni a seppia.